# 夏目優希
夏目 優希（なつめ ゆうき、1991年7月31日 - ）は、日本の元AV女優。
東京都出身、エルプロモーションに所属していた。

## 略歴
2011年11月、kawaii*の専属女優としてデビューした、ショートカットのAV女優である。kawaii*では4作品に出演したのち専属を離れた。
2014年7月、セガのゲーム「龍が如く」のキャラクター出演をかけたセクシー女優人気投票にエントリーし、23位に選出された。
2016年11月25日をもってAVを引退。

## 作品

### アダルトDVD
2011年
- 新人!kawaii*専属デビュ→ 夏色ユーキッス（11月25日、kawaii*）
- LOVEドッピュン!! メガ顔射スペシャル!（12月25日、kawaii*）

2012年
- 優希の痴女っちゃお!（1月25日、kawaii*）
- kawaii*ソープへいらっしゃいませ♪ エッチで癒されるW美少女2輪車スペシャル!（2月25日、kawaii*）　共演:河合こころ
- 恥辱の教育実習生（3月7日、アタッカーズ）
- 家庭教師 微笑みのショートカット（3月7日、Be Free）
- 恥辱の鍵音 美人生保レディ・忍び込み凌辱の果てに…（4月7日、アタッカーズ）
- 痴漢コンビニ こんな所で…なのに、なのに私ったら…!（5月7日、アタッカーズ）
- 性欲処理専門 セックス外来医院 3（6月7日、SODクリエイト）　共演:宇佐美なな、大堀香奈、管野しずか
- 猥褻系女子（6月7日、アキノリ）
- 捕まった素人さんはあの有名ラーメン屋店員さん。 ゆうきさん21歳 東京都東池袋店勤務（6月8日、S級素人）
- LOVE♥LOVE ザーメンパラダイス（6月8日、First Star）
- 愛人（パパ）撮って 3本目（6月12日、フルセイル）
- 尻伝説（6月18日、実録出版）
- 一日ホテル監禁（6月19日、ドグマ）
- 言いなり薄幸少女 鬼畜義父に骨の髄までしゃぶり尽くされて…（6月21日、ヒビノ）
- シィ〜ッ!! 誰かに聞こえちゃったらどうするのっ♥（6月22日、ワープエンタテインメント）
- デキるOLがパンツスーツでエッチな妄想を叶えてくれる（6月22日、宇宙企画）
- おにいちゃん大好きないもうと 05（6月22日、I.B.WORKS）
- 家庭内凌辱秘話 義父と義弟に犯された若妻（7月7日、アタッカーズ）
- 夏目優希 発育中（8月1日、フルセイル）　共演:前田陽菜、初美沙希
- 「女の口は嘘をつく。」 雌女 ANTHOLOGY #108（8月3日、アウダースジャパン）
- ビアガーデンで酔い潰れた女とやっちゃった俺（8月9日、AKNR）他出演:春原未来、春宮ひなの
- 同僚の新妻（8月25日、マドンナ）
- 【性奴隷契約】 堕ちてゆく家庭教師（9月1日、DOC）

2013年
- 大人のビニ本 starring by YUUKI/SEIRA (1月4日、NON) 他出演:園田セイラ
- カラダが卑猥なオンナと性交 (1月18日、ドリームチケット) 他出演:眞木あずさ、知世奏、美泉咲
- 舞ワイフ ～セレブ倶楽部～ 47 (2月21日、AROUND) ※「山口明奈」名義 他出演:さとう遥希 ※「高森あゆみ」名義
- 中出しソープランドに堕ちた女子大生 (3月1日、ワンズファクトリー)
- 誰にも言えない禁断のレズ恋愛 親友と親友のママに愛されて･･･vol.1 (3月7日、ディープス) 共演:南梨央奈、横山みれい
- SEXのハードルが異常に低い世界 5 (3月7日、ディープス) 他出演:稲川なつめ、本庄瞳、加納綾子、若菜亜衣、間宮純
- M男クンのアパートの鍵、貸します。 (6月7日、ワープエンタテインメント)
- 働く美女と性交 (7月19日、ドリームチケット)
- 不倫相手のJKが俺の子供を欲しいと朝・昼・晩セックスを求める中出し孕まされ女子高生 (9月5日、V&R PRODUCE)
- 危険日は触れられただけで激イキ痙攣する世界 (10月24日、ディープス) 共演:大槻ひびき、友田彩也香
- 対魔忍ユキカゼ（11月29日、ZIZ）共演:さとう遥希、椎名ゆな ※「水城ゆきかぜ」 役
- 勃起チ○ポを見て授業中に発情しちゃったクラスメイト (12月19日、アキノリ) 他出演:武井麻希、相葉レイカ
- 舞ワイフ ～セレブ倶楽部～ 57 (12月19日、AROUND) ※「山口明奈」名義 他出演:北川美緒 ※「早瀬麻衣」名義

2014年
- 胸チラしているのに気付かず働く女子社員に手を出しちゃった俺 (1月23日、アキノリ) 他出演:神波多一花、成宮梓
- 貴方のAVオナニーライフをサポート ROCKET淫語コールセンター〜ユーザー様の作品へのクレームに電話オペレーターが淫語で丁寧にお応えします！〜 (2月6日、ROCKET) 共演:武藤つぐみ、双葉みお
- 「姉ちゃんだから大丈夫」と思ってAVを見ている僕に「ちょっとやめてよ!」と言いつつも内心興奮していたのか、そ知らぬフリして…（2月11日、DOC）共演:高梨あゆみ、北川杏樹
- 思春期姉妹 家族に内緒の舐め合いレスビアン (2月20日、ヒビノ) 共演:藤嶋唯
- 絶対!!ベスト 7じかん。 (2月7日、ワープエンタテインメント) ※単体ベスト
- 教育実習生がおりものシートを交換するのは発情期のサイン! (3月20日、アキノリ) 他出演:大石美咲、可愛雪乃
- 妊娠中なら中出しOK!?親友の嫁と夫に内緒で、こっそり生ハメしてしまった! (8月7日、アイエナジー) 他出演:白咲碧、野宮さとみ、夢実あくび
- 花魁撫子でありんす 花魁17号 (8月22日、ワンダフル)
- 接吻しまくり淫口よだれ女 (9月5日、ワープエンタテインメント)
- 夏目優希、まるっと4時間やられっぱなし (10月3日、NON) ※単体ベスト
- 出会って速攻、女優の方から襲いかかる生中出しSEX (11月25日、ダスッ!)
- ガックガクの女 (12月5日、ドリームチケット)
- 童貞弟をお姉ちゃんが優しくまたがり筆おろし 姉弟性交セミナー 中出しSP (12月20日、SODクリエイト) 共演:清水理紗、浜崎真緒、霧島綾子
- 夫の上司に犯された社宅妻 (12月25日、マドンナ)

2015年
- 強姦ドキュメント3 (1月7日、アタッカーズ)
- ルームシェアしたら男は僕一人ぼっちだった…。 (1月8日、アキノリ) 共演:江波りゅう、大崎美佳、白咲碧、里咲しおり、椎名ゆうき、紺野ひかる
- ネバネバスペルマ23 (3月6日、映天)
- 河西あみと夏目優希が痴漢願望を持つ素人男性に理想の痴漢プレイを楽しんでもらっている最中に'世直し逆レイプ'…のはずが一転!! 山本わかめ体当たり企画!「素人異常性欲男性のやばすぎるHなお悩み、わたしが解決いたします!」 (5月21日、アマチュアインディーズ) 共演:河西あみ、愛原れの
- 射精寸前の緩やかな快感が持続し続けるとろける寸止め生殺し (6月5日、ワープエンタテインメント)
- 愛する妻が知らない男に唾液たっぷり接吻しながら腰振り騎乗位でガッツリ痴女ってる姿を見てたらなぜかセンズリこきたくなっちゃった僕。 (8月1日、アウダーズジャパン)
- Best of 夏目優希 part2  (9月4日、アウダーズジャパン) ※単体ベスト
- ずっと一緒に…。vol.02 優希編 (9月15日、アウダーズジャパン)
- 借金若妻 背徳の接吻返済 執拗な濃厚接吻で発情させられてしまったカラダ (10月8日、ヒビノ) 共演:桜木優希音、紺野まこ
- 女監督ハルナの女と女の嫉妬 ガチンコトリプルレズバトル (10月19日、レズれ!) 共演:上原亜衣、内村りな
- 最初で最高の初アナル解禁 (10月19日、M's Video Group)
- 観光に訪れる男たちを村娘の下品な性接待で中出しさせて妊娠したら婿に入ってこの村に住めと承諾させる温泉宿 2 (10月22日、Mr.michiru) 共演:音羽レオン、玉城マイ、桜ちなみ、山咲まい、安西りの
- ごっくん・中出し・アナル・強制レズ!性奴隷ザーメン漬け輪姦（12月19日、エムズビデオグループ） 共演:篠田あゆみ、西田カリナ、神ユキ、桜木優希音

2016年
- ノンストップ6Pレズビアン乱交 (1月19日、レズれ!) 共演:春原未来、松本メイ、蓮実クレア、篠田ゆう、牧村ひな
- 年下レズビアンに愛された私 (2月25日、マドンナ) 共演:安野由美
- 上品VSやんちゃ ふたつの家族がエロすぎたからおもくそ子作り (9月1日、ZUKKON/BAKKON) 共演:澁谷果歩、佐々木あき、AIKA、篠田あゆみ、吹石れな、波多野結衣、北川エリカ、土屋あさみ、あべみかこ ※「AV OPEN 2016」エントリー作品

### テレビ
- イメ☆パラ #1-2（MONDO TV）
- 破門 #3（BSスカパー!）
- 阿部乃ちゃんねる（2015年3月5日、4月2日、エンタ!959）
- ビ〜チ9 （2015年10月、テレビ埼玉）※10月マンスリーゲスト

## ゲーム

### PlayStation 4・PlayStation 3
- 龍が如く0 誓いの場所（2015年3月12日、セガ）